# Distretto di Frenda
Il distretto di Frenda è un distretto della provincia di Tiaret, in Algeria.

## Comuni
Il distretto di Frenda comprende 3 comuni:
- Frenda
- Aïn El Hadid
- Takhemaret